# آيس كلايمبر
آيس كليمبر (بالإنجليزية: Ice Climber)‏ ، هي لعبة فيديو من إنتاج شركة نينتندو اليابانية سنة 1985.

## مهمات اللعبة
يقوم بطل اللعبة بالزي الأسكيمو بالقفز إلى أعلى الأماكن عن طريق الحفارة والحذر من بعض المخلوقات الثلجية كالدب وطير من عصر الديناصورات والفقمة التي تهتم باستواء الثلوج.

## وصلات خارجية
- آيس كلايمبر على موقع IMDb (الإنجليزية)

- Virtual Console: Ice Climber at Nintendo.com
- Ice Climber at القائمة القاتلة لألعاب الفيديو
- Ice Climbers profile at Smash Bros. DOJO!!
- Ice Climber at NinDB